# Kovács László (pedagógus, 1908–1962)
Kovács László (Magyarszentiván, 1908. április 3. – Domony, 1962. február 27.) magyar pedagógus, Kossuth-díjas népművelő.

## Élete
1908. április 3-án született Magyarszentivánon (ma Királyegyháza) Baranya megyében. Tanulmányait szülőfalujában, majd Pécsett és Kalocsán folytatta. Jeles eredménnyel végzett 1928. június 27-én a kalocsai érseki elemi népiskolai tanítóképzőben. Alig 20 éves volt, amikor elnyerte a sellyei kántortanítói állást. Fiatalos lendülete, kivételes zenei képességei és barátságos, mindenkit megbecsülő modora hamar elnyerte a helyiek szimpátiáját. Kulturális szervezőmunkája eredményeként a településen vonószenekart, dalárdát alapított, létrehozta a színjátszó csoportot. Tanított az elemi iskolában és a tanonciskolában is. Szerteágazó munkái közé tartozott a sellyei ipartestület jegyzői állása.
1935. október 1-jén Turára költözött. Hamar maga köré gyűjtötte a hagyománytisztelő falu fiatalságát. Őszinte híve lett a magyar nép kulturális értékeinek a feltárását és bemutatását sürgető gondolatoknak. Számára azonban ez nem „idegenforgalmi önmutogatás” volt, hanem mint tanító, a népi kultúra értékeinek a feldolgozásával és megőrzésével akarta tanítványait és az egész falu népét a haza és a nép igaz szeretetére, tisztességes, művelt, becsületes életre nevelni. Megalakította a Gyöngyösbokréta népi együttest. A zene, tánc, dal mellett a nép száján élő történeteket is előadtak, mely közül a leghíresebb a Csáki bíróné balladája lett. Együttesével a fővárosba is eljutottak, mely országos hírnevet jelentett a Gyöngyösbokrétának. A téli időszak gazdaságos kihasználása érdekében gazdatanfolyamokat szervezett, segített a helyi kézimunkák, hímzések megismertetésében és értékesítésében. A turai gyermekkórus (100 tagú leánykórus és 300 tagú gyermekkórus) a Magyar Rádióban is bizonyított. Nagy odaadással végezte kántortanítói állását is. 1942-ben katonai kiképzésre hívták be. 1944-ben a keleti harctérre hurcolták. 1945 tavaszán megbetegedett a fronton, Ausztriába került, majd 1945 őszén az első kórházvonattal hazahozták.
Felépülése után, mint az iskola igazgatójának első dolga volt, hogy a megrongált iskolát rendbe hozassa. 1946-ban az első turai földműves szövetkezet megalakulásában is részt vett. 1946-tól az újjászervezett tánccsoporttal ismét a régi eredményekhez és hírnévhez méltóan kezdtek szerepelni, többek között a budapesti május 1-jei ünnepségek alkalmával. 1946 a magánéletében is jelentős változást hozott. Feleségül vette Dóra Margitot és boldog házasságukból 3 fiú gyermek született. Az 1950-es évek elején a helyi vezetők, az akkori kor türelmetlen és szélsőséges politikájának a szellemében mind gyakrabban támadták. Emiatt Hévízgyörkre, majd Versegre helyezték. Különösen nagy nehézséget jelentett számára a Versegre utazás, amit – más közlekedési eszköz híján – kerékpárral oldott meg. A napi 46 km-es megerőltető túra megtámadta egészségét. Azonban továbbra is Ő maradt Tura kulturális, szellemi életének irányítója. Énekkara az Első Országos Kultúrversenyen megyei első helyezést ért el. 1952 nyarán visszahelyezték Turára, ahol azonnal megbízták a Művelődési Otthon igazgatásával.
Ez idő tájt lett országos hírű a Galga mente népművészete. Fokozott gonddal támogatta a népi díszítőművészek csodálatosan szép munkáját. 1954. március 15-én Kossuth-díjat vehetett át Nagy Imre miniszterelnöktől „…a turai kultúrotthon munkájának példamutató megszervezésével, a Turai Népi Együttes létrehozásával, a Galga völgyi művészeti csoportok fejlesztésével kiváló eredményeket ért el a falusi népművelési munka terén” – szólt a hivatalos indoklás. 1957-től járási népművelési felügyelő. 1961-ben Aszódon a járási művelődésügyi osztályon belül függetlenített népművelési felügyelő.
1962. február 27-én a domonyi vasútállomáson még megváltotta a hazafelé szóló vonatjegyet, de a visszajáró pénzt már nem tudta eltenni. Halálát szívinfarktus okozta.

## Emlékezete
Emlékét Turán és a Galga mentén mai is szeretettel őrzik. Elsők között kapta meg Tura posztumusz díszpolgárságát, sírját rendszeresen megkoszorúzzák, a helyi falumúzeum falán emléktábla hirdeti a hálás utókor iránta érzett szeretetét és tiszteletét.